# Chikka Amanikere, Hosakote
Chikka Amanikere là một làng thuộc tehsil Hosakote, huyện Bangalore Rural, bang Karnataka, Ấn Độ.